# Ото Скорцени
Ото Скорцени (Беч, 12. јун 1908 — Мадрид, 5. јул 1975) је био СС пуковник у Другом светском рату. У историји је остао запамћен као официр који је командовао акцијом ослобађања свргнутог италијанског диктатора Бенита Мусолинија, акцијом киднаповања сина Миклоша Хортија у Мађарској (како би Мађарска у Другом светском рату остала на немачкој страни) као и по организацији једне од најзначајнијих база СС организације ОДЕССА у Франковој Шпанији.

## Биографија
Скорцени је рођен у аустријској породици средње класе пољског порекла. Још као студент у Бечу, 1920. истицао се својим мачевалачким способностима. Учествовао је у 15 двобоја и једном је посечен по образу због чега је читавог живота имао ожиљак који ће у Другом светском рату постати нека врста његовог заштитног знака. Године 1931. се учланио у Аустријску нацистичку партију, а узбро је постао и припадник СА одреда. Од самог почетка је показивао лидерске способности што се испољило приликом немачког припајања Аустрије 12. марта 1938. када је спасао аустријског председника Вилхелма Микласа од нацистичке руље.
По избијању рата, Скорцени, који је у то време радио као инжењер (водио је мању грађевинску фирму), пријавио се у Луфтвафе али је одбијен зато што је био старији од 30 година. Након овог неуспеха приступио је борбеним јединицама СС које су носиле назив Вафен-СС.

### Други светски рат
Учествовао је у кампањи заузимања Француске али је рат био толико муњевит да је Француска капитулирала пре него што је његова јединица стигла до линије фронта.
Прво ватрено крштење је имао у нападу на Југославију 6. априла 1941. Његова јединица је дошла из правца Румуније и после мањих борби али уз доста оштећену технику стигла до Београда када је Југославија капитулирала. Једно време је провео као окупациони војник у Панчеву.
Као припадник 1. СС дивизије Телесна гарда Адолфа Хитлера учествовао је у борбама на Источном фронту током 1941. и 1942. године. Пред крај 1942. је рањен због чега се у децембру исте године вратио у Немачку као носилац Гвозденог крста који је добио због исказане храбрости у борби.

#### Акција спашавања Мусолинија
Његов пријатељ из СС-а га је, након опоравка, препоручио немачком војном руководству као потенцијалног команданта специјалних војних јединица које је Хитлер желео да формира. Управо у ту сврху 1943. Хитлер га је лично одабрао, из групе пробраних официра војске и ваздухопловства, да командује акцијом спасавања италијанског фашистичког диктатора и свог личног пријатеља Бенита Мусолинија који је био свргнут са власти и притворен од стране италијанске владе.
Скорцени је скоро два месеца играо игру „мачке и миша“ са Италијанима који су стално премештали Мусолинија како би онемогућили било какав покушај његовог спасавања. Коначно захваљујући обавештајним подацима које је прикупио Херберт Кеплер као и података које је Скорцени лично прикупио током ваздушног извиђања створили су се услови за почетак акције. 12. септембра немачки падобранци, чији је гост и посматрач био Скорцени, извршили су једрилички десант у близини Хотела Кампо Императоре на планини Гран Сасо у Апенинима. Операција спасавања Мусолинија, под називом (Unternehmen Eiche) изведена је без и једног испаљеног метка. Иако су официр који је командовао операцијом пуковник гроф Ото фон Берпелш и официр који је учествовао у изради плана мајор Харалд Морс били под командом генерала падобранских снага Курта Штудента, Скорцени, који је лично допратио Мусолинија у Берлин након његовог ослобађања приграбио је све заслуге за себе. Захваљујући овом „успеху“ Скорцени је унапређен у чин мајора и одликован је Витешким крстом Гвозденог крста.

#### Десант на Дрвар
1944. године поверена му је припрема операције Коњићев скок (Rösselsprung) - Десант на Дрвар, чији је циљ било заробљавање вође југословенских партизана, Јосипа Броза Тита. Немачки команданти сматрали су да би Титово заробљавање довело до расула у југословенском покрету отпора. Након што су Тито и Врховни штаб лоцирани у Дрвару у Босни, почеле су припреме за операцију. Операција је почела 25. маја 1944. ваздушним и једриличарским десантом немачких падобранских јединица на Дрвар. Иако су партизани првобитно били збуњени врло брзо су консолидовали редове и пружили снажан отпор немачким падобранцима. Тито и Врховни штаб у последњем тренутку су се извукли из пећине у којој су били смештени. Операција је претрпела неуспех, а једино чиме су немачки падобранци могли да се похвале била је Титова униформа коју су заробили. Скорцени није лично учествовао у овој акцији али је издавао наређења радио везом са аеродрома који је био база за извођење операције.

#### Атентат на Хитлера
У тренутку атентата на Хитлера који су 20. јула 1944. године извела група високих немачких официра Скорцени се затекао у Берлину где је помогао у одбрани виталних институција које су побуњеници покушали да заузму. У овој улози Скорцени је провео чак 36 сати као официр задужен за управљање армијским командним центром пре него што му је стигла замена.

#### Киднаповање Хортијевог сина
У октобру 1944. Хитлер је послао Скорценија у Мађарску јер је сазнао да мађарски регент Миклош Хорти тајно преговара са Русима о капитулацији Мађарске. Капитулација Мађарске одсекла би немачке армије на Балкану, које су бројале преко милион војника, од главнине немачких снага у Европи. Да би спречио овакав развој догађаја Скорцени је организовао операцију Панцерфауст (Panzerfaust) у којој је киднапован Хортијев син Николас због чега је уцењени мађарски регент био приморан да абдицира. У Мађарској је формирана пронемачка влада која се борила раме уз раме са Немцима све до априла 1945, када су немачке трупе истеране из Мађарске.

#### „Атентат“ на Ајзенхауера
Инспирисан успешном америчком акцијом у Ахену, када су амерички напад предводила три заробљена немачка тенка што је изазвало забуну и пометњу међу немачким браниоцима, Хитлер је, у склопу припрема за Арденску офанзиву одлучио да примени америчко искуство. Поверио је Скорценију команду над оклопном бригадом која је требало да предводи немачки напад. Ова оклопна бригада била је сачињена од немачких војника који су знали енглески језик и који су били обучени у америчке униформе. Бригада је била наоружана заробљеном америчком опремом, џиповима и тенковима, као и немачким тенковима маскираним да личе на америчке. Задатак Скорценијевих људи био је да као претходница немачких снага шире панику међу америчким војницима, уништавају систем везе и спрече рушење мостова на правцу немачког напредовања. Иако је ова бригада имала почетне успехе америчка војска је ускоро обавештена о њиховом присуству због чега су пооштрене мере контроле што је резултовало хватањем највећег броја Скорценијевих људи. Током испитивања они су наставили са извршењем задатка пружајући лажну информацију о томе како се лично Скорцени са групом командоса упутио ка Паризу са задатком да убије врховног команданта савезничких снага у Европи, америчког генерала Двајта Ајзенхауера. У немогућности да провере ову информацију официри задужени за Ајзенхауерово обезбеђење појачали су страже и ограничили му кретање на просторије штаба што је потрајало све до завршетка војних операција у Арденима. Захваљујући оваквим и сличним операцијама Скорцени је међу западним савезницима стекао репутацију најопаснијег човека у Европи.
На почетку 1945. године провео је два месеца командујући као генерал-мајор регуларним немачким јединицама које су браниле немачке провинције Пруску и Померанију. За своје акције на овом подручју, а нарочито за командовање одбраном Франкфурта на Одри, Хитлер га је одликовао храстовим лишћем уз Витешки крст.

#### Предаја
Предао се у мају 1945. године западним савезницима и провео је више од две године у затвору.
Американци су имали информацију да је организовао спашавање Хитлера, тј. нису веровали да је извршио самоубиство.
Суђено му је за немачке злочине током Арденске офанзиве али је ослобођен оптужбе када је савезнички официр задужен за тајне операције сведочећи у његову одбрану изјавио да су се и савезнички војници у више наврата борили обучени у немачке униформе. Такође повезиван је са стрељањем већег броја заробљених америчких војника у Арденима. Упркос томе задржан је у затвору из којег је побегао 27. јула 1948. год.

### ОДЕССА
Уточиште је пронашао у Франковој Шпанији која му је доделила шпански пасош. У Шпанији се вратио свом првобитном занимању и радио је као инжењер. Године 1952. проглашен је за денацификованог (entnazifiziert) у одсуству од стране арбитражног одбора који је формирала немачка влада. Радио је као консултант египатског председника Гамала Абдела Насера и аргентинског председника Хуана Перона и телохранитељ Евите Перон.
Сумња се да учествовао у организацији и да је као члан тајне послератне СС организације ОДЕССА на територији Шпаније успоставио логистичку базу која је била од кључног значаја за извлачење припадника СС-а из Европе у правцу Јужне Америке. Претпоставља се да је захваљујући њему у Шпанију побегао и ратни злочинац др Ариберт Хајм (познатији под надимком „Доктор смрт“)
По једној верзији Ото Скорцени погинуо је 1975. године у аутомобилској несрећи у Мадриду. По другој верзији умро је у кревету од рака који је захватио кичму.